# SLON
SLON est l'acronyme russe de Solovietski lager ossobovo naznatchénia (camp de Solovski d'appellation particulière) et plus tard de Severnye lagueria ossobovo naznatchenia (camp du Nord à destination spéciale) ou camp spécial Solovetski, en abrégé Solovki (en russe : Солове́цкий ла́герь осо́бого назначе́ния, СЛОН, «Соловки́»). Le camp de Solovki est le principal camp de travail pénitentiaire d'URSS situé sur l'archipel des îles Solovki, en activité dans les années 1920-1930. Deux camps sont regroupés administrativement en 1921 avec Solovki : les camps de Pertominsk et Kholmogory situés près d'Arkhangelsk, sur les bords de la mer Blanche et désignés comme étant des camps du Nord. En 1928 le Vichlag est également rattaché au SLON, comme camp du Nord. 

## Histoire

### Prison de monastère
Le monastère Solovetski a été pendant de nombreuses années un lieu d'isolement d'hiérarques orthodoxes réfractaires à la volonté du tsar, d'hérétiques et de sectaires. Ils sont arrivés là parce que suspectés ou disgraciés politiquement tel Abraham Palitsyne ou encore comme sympathisant des décabristes tel Pavel Hannibal. La prison du monastère existe depuis 1718, et est fermée après près de 200 ans en 1903. La solitude qui y régnait avait attiré une espèce particulière de moine solitaire, ce qui séduisait l'imagination des bolcheviks. La rudesse du climat, le combat contre les forces de la nature seraient une bonne école pour les éléments criminels .

### Les camps du nord
En 1919, la Tchéka établit un certain nombre de camps de travaux forcés dans le gouvernement d'Arkhangelsk : à Pertominsk, Kholmogory et près d'Arkhangelsk. Ces camps devaient subvenir à leur existence par leurs propres moyens.
En 1921 ces camps reçoivent la dénomination de Camps du nord à destination spéciale (Северными лагерями особого назначения) ou SLON (en cyrillique : СЛОН).
Le mot slon désigne en langue russe un éléphant. Le nom des camps va dès lors devenir source d'ironie, d'humour et de menace.
Solovetski reste dans les mémoires des survivants le premier camp du Goulag, mais en réalité il existait déjà un large éventail d'autres camps.
Dès 1918, en effet, les travaux forcés furent une forme de châtiment reconnue en Union soviétique. .

### Naissance des camps de Solovki à destination spéciale (1923)

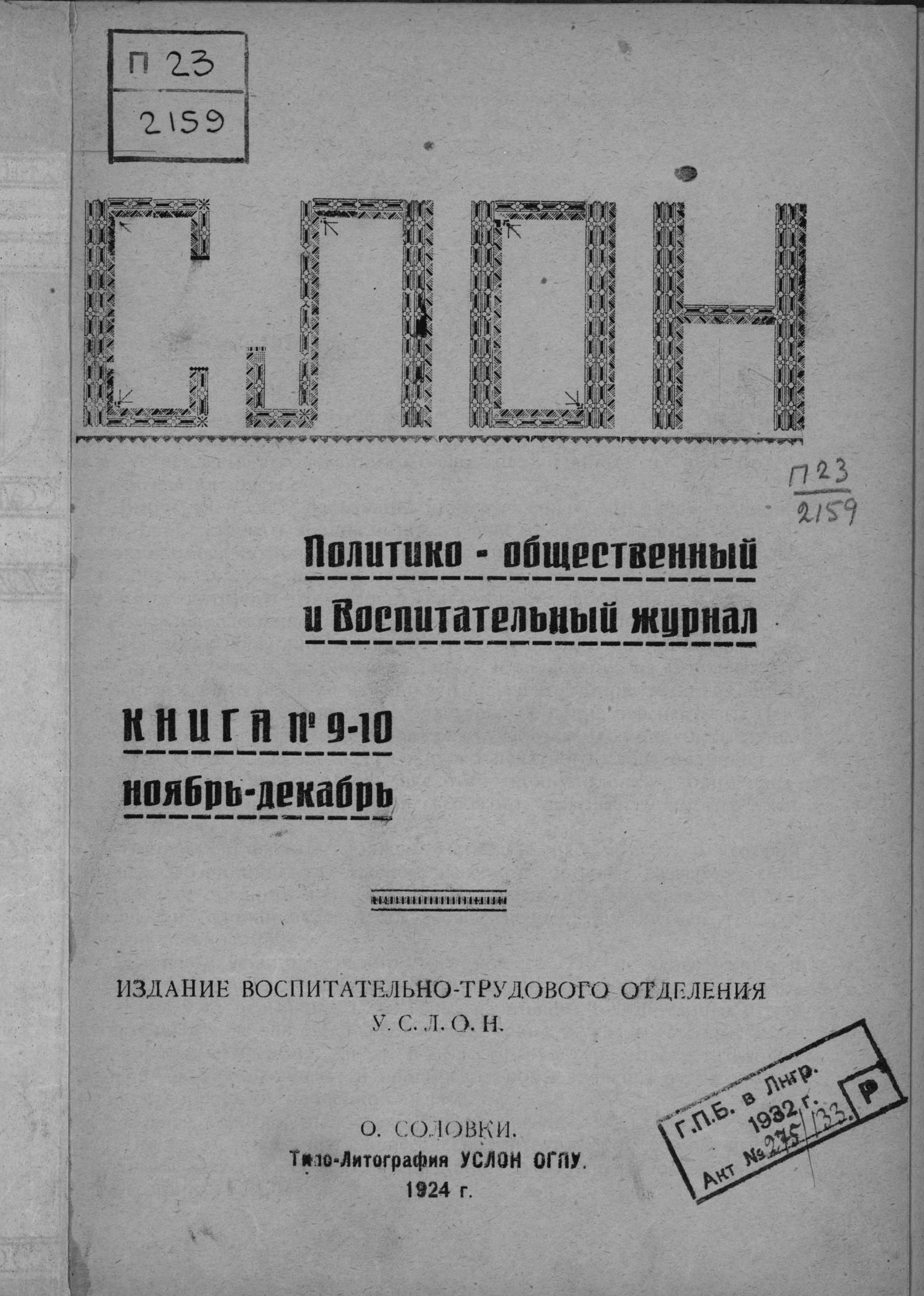
Revue du SLON de 1923.

Au début de l'année 1923, la Guépéou prend la place de la Tchéka et propose de multiplier le nombre de camps dans le nord et d'en construire un nouveau sur l'archipel des îles Solovki.
En mai 1923, le vice-président du Guépéou, Iosif Ounchlikht, s'adresse au Comité exécutif de toute la Russie en vue de réaliser son projet de camp spécial de travail à Solovki, et dès le mois de juillet les premiers prisonniers sont transférés d'Arkhangelsk à Solovki.
Le 6 juillet 1923, six mois après la formation de l'URSS, le Guépéou sort du contrôle par le NKVD et fusionne avec l'OGPOU qui dépend directement du Conseil des commissaires du peuple (URSS). Les lieux de détentions du Guépéou passent sous contrôle de l'OGPOU de la République socialiste fédérative soviétique de Russie.
Sur l'île de la Révolution d'Octobre (anciennement île de Popov), dans les écueils de Kemsk où se trouvait la scierie, il est décidé de créer un point de transit entre la station de chemin de fer de  Kem et le nouveau camp de Solovski. Le gouvernement de la République socialiste soviétique autonome de Carélie s'oppose aux plans de l'OGPOU mais le point de transit est ouvert malgré tout.
Selon le décret de l'OGPOU, présenté le 18 août 1923 au Conseil des commissaires du peuple, le nouveau camp doit être occupé par les prisonniers politiques et criminels condamnés par les instances judiciaires du Guépéou, l'ex-Tchéka, et les tribunaux ordinaires.
Bientôt, sur base de la décision du Conseil des commissaires du peuple de l'URSS du 13 octobre 1923 (protocole 15) les camps du nord sont liquidés et à leur place sont organisés les camps de travail forcé spécial, le SLON ou OUSLON. Sur proposition de Dzerjinski, le 13 octobre 1923, tous les biens qui appartenaient au monastère Solovki sont confisqués au profit de la Tcheka et le monastère est fermé en 1920.

### Après dix ans d'existence

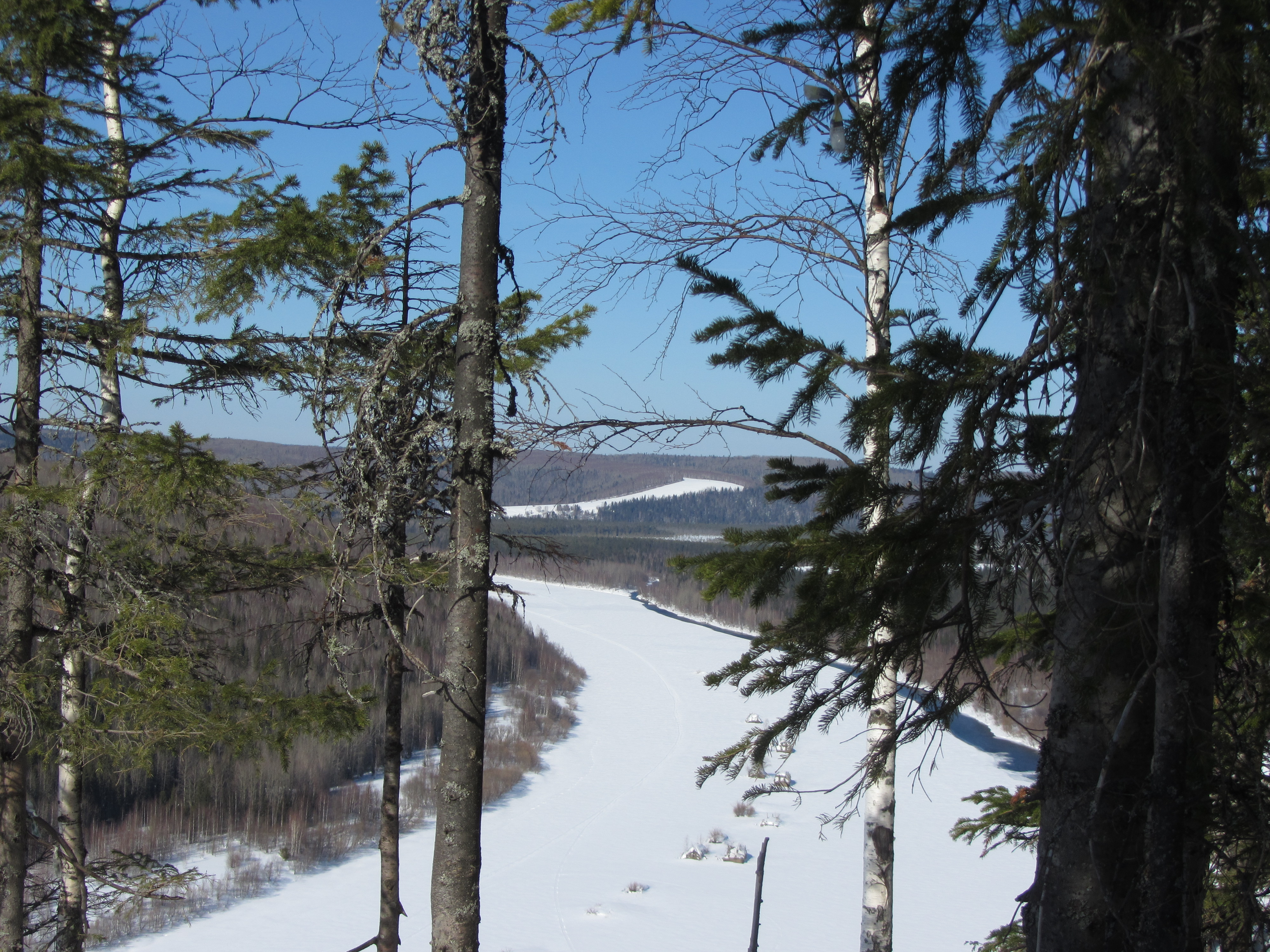
Vue de la rivière Vichera au Vichlag.

À l'origine, les activités du SLON étaient limitées aux îles Solovetski. À  Kem, sur le territoire de la République autonome de Carélie, ne se trouvait qu'un point de transit vers les îles. Mais très rapidement est apparu un véritable département sur le continent, d'abord dans les régions côtières de Carélie et, en 1926, au nord de Perm, dans l'Oural du nord, le Vichlag (où l'écrivain Varlam Chalamov fut prisonnier de 1929 à 1932). Deux ou trois années plus tard l'expansion se poursuit sur la presqu'île de Kola. L'expansion territoriale s'accompagne d'une rapide augmentation du nombre de prisonniers du système de l'oguépéou. Au premier octobre 1927, le SLON comptait 12 896 personnes prisonnières.
Durant l'existence du camp 7 500 prisonniers sont morts, dont la moitié de faim durant l'année 1933. À la même époque, un ancien prisonnier du SLON, Semion Pidgaïni, rapporte que rien que pour la construction du chemin de fer sur seulement huit kilomètres une dizaine de milliers d'Ukrainiens et de Cosaques du Don sont morts.
Le nombre officiel des détenus de 1923 à 1933 est repris ci-après pour chaque fin d'année.
| Année       | 1923  | 1924  | 1925  | 1926   | 1927   | 1928   | 1929   | 1930   | 1931   | 1932           | 1933   |
| ----------- | ----- | ----- | ----- | ------ | ------ | ------ | ------ | ------ | ------ | -------------- | ------ |
| Prisonniers | 2 557 | 5 044 | 7 727 | 10 682 | 14 810 | 21 900 | 65 000 | 71 800 | 15 130 | non communiqué | 19 287 |

### Démantèlement du camp (1933)
En décembre 1933, le camp Solovki est démantelé et ses propriétés sont transférées au BELBALTAG, le camp du canal de la mer Blanche à la  Baltique.
Plus tard, un des camps du canal de la mer Blanche est installé à Solovki, et en 1937-1939 la prison de Solovki devient « prison de Solovki à vocation spéciale » (acronyme STON, du russe : Соловецкая тюрьма особого назначения (СТОН) au sein du GUGB, NKVD d'URSS.
Grâce aux recherches effectuées en 1995 par le directeur du centre Mémorial de Saint-Pétersbourg, Veniamine Iofe, il a pu être établi que le 27 octobre 1937, par décision de la Troïka du NKVD de la région de Leningrad, une partie des zeks a été embarquée sur des barges et amenée au village de Povenets puis fusillée et jetée dans une fosse au lieu-dit Sandormokh (1 111 victimes y compris tous ceux inaptes au travail et les non-qualifiés).

## Chronologie

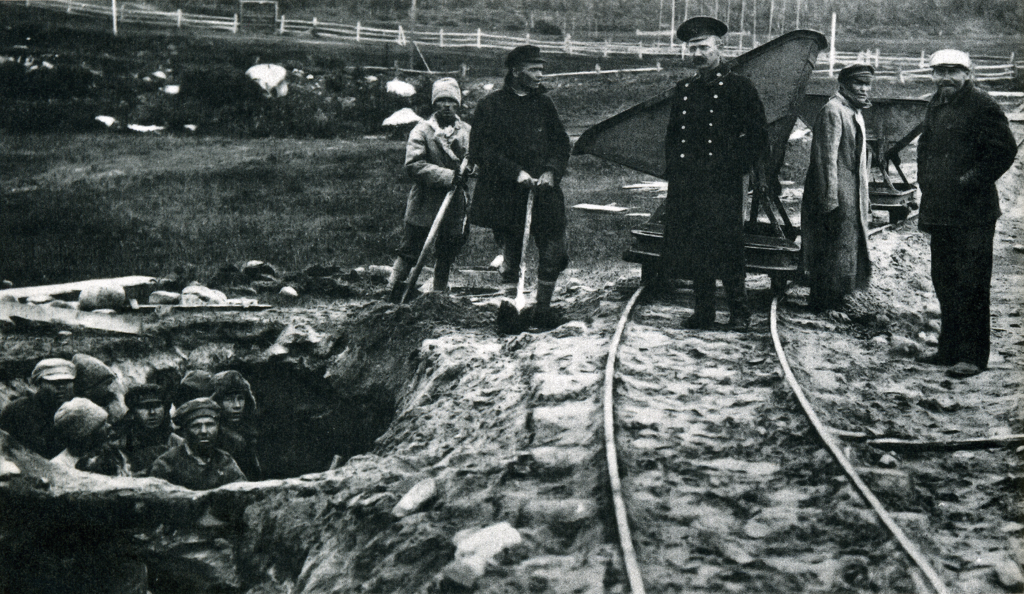
S. L. О. N. (1925).

- Le 6 juin 1923, (avant même que la décision de créer le camp Solovki fut prise) un bateau à roue, le « Petchora » amène aux Solovki une partie des zeks d'Arkhangelsk et de Pertominsk[13].
- Le 13 octobre 1923, le Conseil des commissaires du peuple a pris la décision d'organiser un camp de travail forcé à Solovki. Il est prévu pour 8 000 personnes.
- Le 19 décembre 1923, lors d'une promenade, cinq personnes sont tuées et trois blessées (dont une mortellement) par des membres du Parti socialiste révolutionnaire (Russie) et des anarchistes. La fusillade a été largement diffusée par les médias dans le monde à l'époque.
- Le Ier octobre 1924, le nombre de prisonniers politiques dans la camp s'élevait à 429 zeks, parmi lesquels 176 mencheviks, 130 socialistes révolutionnaires, 67 anarchistes, 26  socialistes de gauche, 30 socialistes d'autres organisations.

Les « politiques » (membres des parts socialistes : socialistes révolutionnaires, menchéviks,  travailleurs juifs et les anarchistes), représentent une petite partie de l'ensemble des prisonniers évalué à 400.
Mais ils jouissent d'une situation privilégiée dans le camp et, en droit, sont exempts de travaux physiques (sauf cas d'urgence). Ils communiquent librement entre eux, ont leur organe de direction en la personne du staroste, peuvent rencontrer leur famille et recevoir de l'aide de la Croix-Rouge. Ils étaient détenus séparément des autres zeks. Depuis la fin 1923, l'Oguépéou adopta une politique plus répressive envers les réfugiés politiques. 
- Le 10 juin 1925 est adopté le décret du Conseil des Commissaires du Peuple sur la fin de la détention au sein du SLON des prisonniers politiques. Durant l'été 1925 ces prisonniers sont ramenés en Russie continentale[12].

## Quelques prisonniers plus connus
- Nikolaï Antsiferov
- Vladimir Artemiev (en 1923-1925)
- Vladimir Benechevitch
- Vera Baltz
- Ossip Braz
- Varlam Chalamov
- Mirjaqip Dulatuli (en)
- Léonide Féodoroff

- Paul Florensky de 1933 à 1937
- Naftali Frenkel
- Konstantin Gamsakhourdia (en)
- Djamo Hadjınski
- Les Kourbas
- Dmitri Likhatchov[14]
- Klym Polichtchouk (en)
- Mikhaïl Priselkov
- Leonid Privalov
- Hamid bey Chahtakhtinski (en)

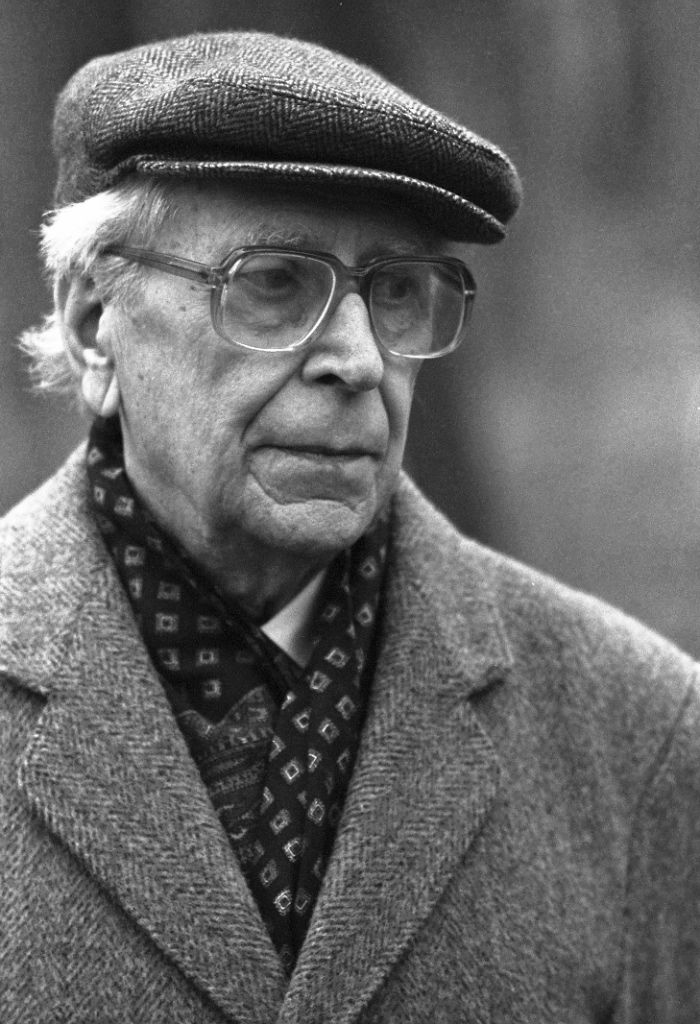
Le philologue de l'académie des sciences
Dmitri Likhatchov.

- Pawel Chomicz, prêtre, serviteur de Dieu
- Ignace (Sadkovski), évêque
- Karlo Štajner (en)
- Alexeï Féodossiévitch Vangengheim (1881-1936 ?), le personnage du Météorologue, roman d'Olivier Rolin
- Iouri Tchirkov, un des rares rescapés et témoins
- Marko Woronyj (de)
- Evguénia Iaroslaskaïa-Markon[15]
- Alexandre Iaroslavski[15]

## Conditions de vie dans le camp

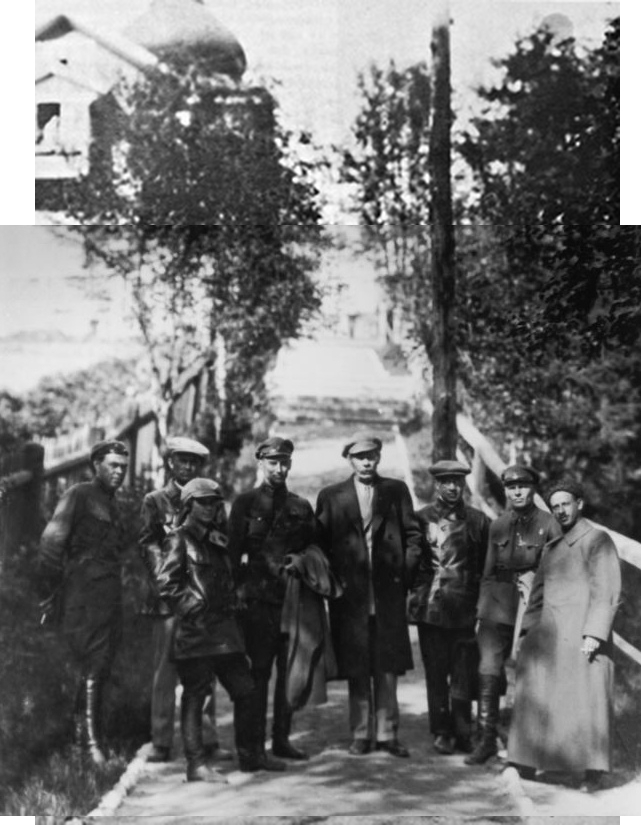
Maxime Gorki en visite à Solovki. À sa droite se trouve Gleb Ivanovitch Boki, un des principaux officiers du NKVD (1929).

Maxime Gorki, fait une visite guidée du camp en 1929, et cite des témoignages de prisonniers sur les conditions de rééducation par le travail dans le système soviétique :
- Pas plus de 8 heures de travail par jour;
- Pour un travail plus lourd, dans la tourbe, la ration alimentaire est augmentée;
- Les prisonniers âgés ne sont pas soumis à des travaux lourds;
- Tous les prisonniers sont alphabétisés.

Les casernements sont décrits par Gorki comme étant très spacieux et lumineux.
Oleg Volkov, dans son ouvrage Immersion dans le noir, rapporte ses souvenirs de la visite de Gorki au camp de Solovki : Maxime Gorki vient plein d'arrogance, selon Volkov, et joue le rôle du noble touriste félicitant, en versant une larme, ceux qui se dévouent à la « rééducation des victimes du capitalisme » alors que derrière son dos on continue à maltraiter des prisonniers polonais. 
Selon le chercheur de l'histoire des camps à Solovki, le photographe I A Brodski, les tortures et humiliations les plus variées étaient infligées au zeks comme : 
- faire glisser des pierres ou des bûches d'un endroit à l'autre sans raison,
- compter le nombre de mouettes,
- crier haut et fort L'Internationale pendant des heures. Si le prisonnier arrêtait de chanter on tuait deux ou trois personnes et le zek recommençait à chanter jusqu'à épuisement total. Cela pouvait très bien se faire la nuit par un froid glacial[17].

## Sort des créateurs du camp

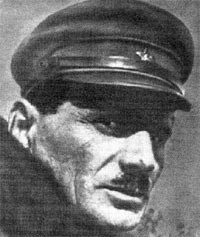
Naftaly Frenkel (1883-1960).

Beaucoup d'organisateurs ayant eu des liens avec la création du camp de Solovki ont été fusillés :
- Celui qui a proposé la réunion des camps de Solovki et d'Arkhangelsk, Ivan Bogovoï a été fusillé.
- Celui qui a brandi le premier drapeau rouge à Solovki a fini comme prisonnier dans le camp comme zek.
- Le premier chef du camp, Alexandre Nogteb, a été condamné à 15 ans de réclusion mais n'a pas eu le temps de les terminer et est mort avant sa libération.
- Le deuxième chef du camp, Fiodor Eichmans a été fusillé, accusé d'être un espion anglais.
- Le fonctionnaire en chef de la prison de Solovki, Ivan Apeter, a été fusillé.

Par ailleurs, un prisonnier du camp du SLON du nom de Naftali Frenkel, pour avoir proposé des idées novatrices pour le développement du camp devient un des parrains du Goulag. Il monta en grade et quand il prit sa retraite en 1947, il était chef du camp de construction ferroviaire avec le grade de lieutenant-général du NKVD,.

## Mémorial

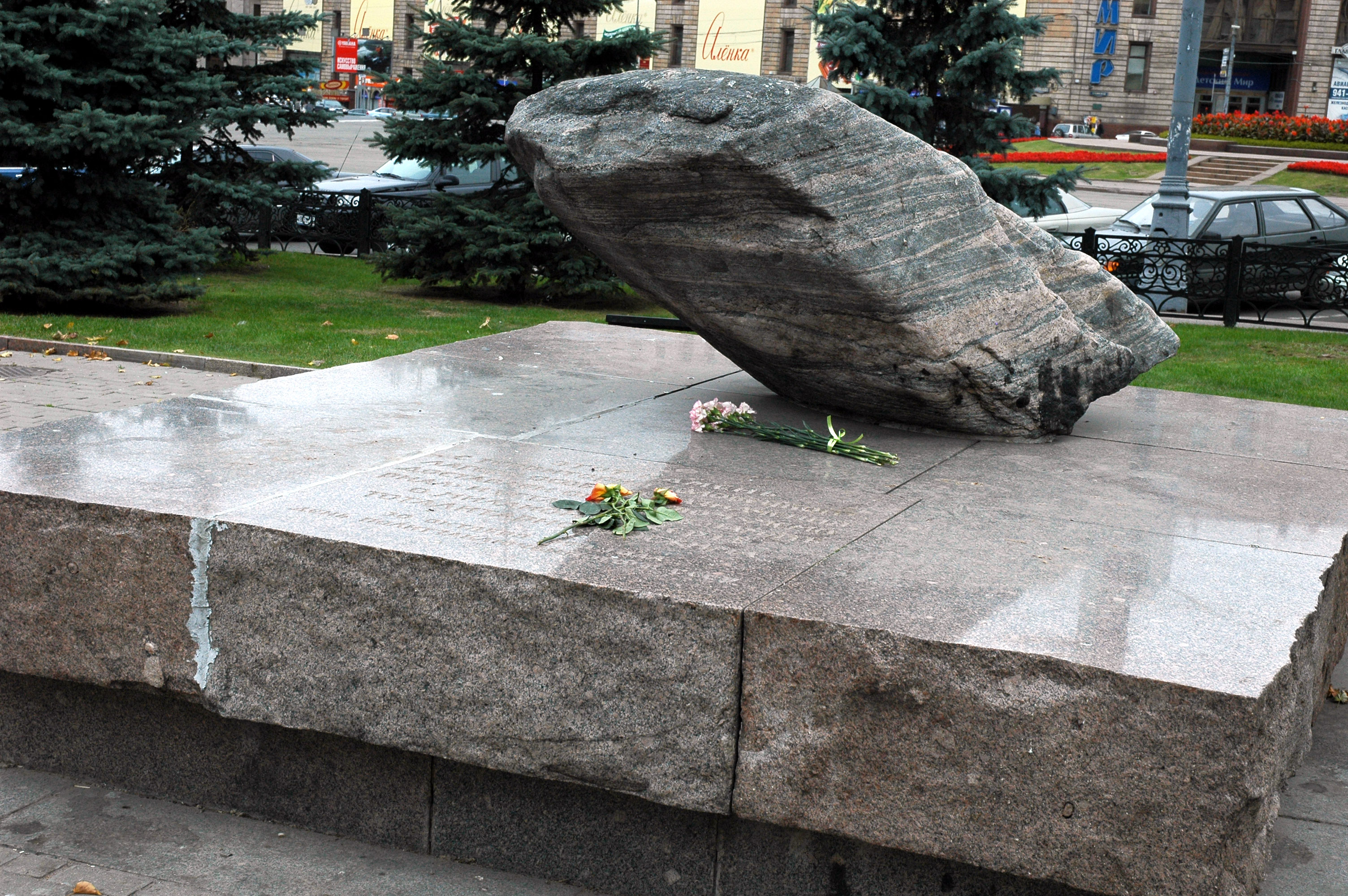
Loubianka square memorial.

Une journée souvenir des victimes de la répression politique en URSS a été créée le 30 octobre 1990. Sur la place Loubianka à Moscou a été inauguré un monument Solovki. Il est constitué d'une pierre provenant des îles Solovetski.
Sur les îles Solovki existe également un musée du SLON
On trouve d'autres monuments dans les villes de Saint-Pétersbourg, Arkhangelsk, sur les îles Solovki, dans la ville de Jordanville (États Unis) à la mémoire des martyrs des camps spéciaux.

## Source
- (ru) Cet article est partiellement ou en totalité issu de l’article de Wikipédia en russe intitulé « Соловецкий лагерь особого назначения » (voir la liste des auteurs).